# Умчић
Умчић је насељено место у оквиру Новог Милошева у општини Нови Бечеј у Средњобанатском округу. Ово место непостоји као самостално насеље, већ као део Новог Милошева. Удаљено је око 1 километар од Новог Милошева, око 20 километара од Новог Бечеја и око 18 од Кикинде. Број становника је непознат, зато што ово место никада није иамло месну заједницу па и никада није био вршен попис становника засебно за ово место. 

## Историја
Ово место је све до 20. века било ненасељено. Постоји могућност да је током 15. века припадало српским деспотима (Стефану Лазаревићу и Ђурађу Бранковићу). У 16. веку је припадало породици Телеђи Иштвана, који су држали и околна места. Током турског освајања територија будућег места је била као и остатак Баната опустошеша. Након Банатског устанка (1594) услови се за живот благо побољшавају. Тада је покушано насељавање овог места, али то није реализовано зато што је подручије услед изливања Тисе било прекривено мочварама. Овај простор је 1774 припао Великокикинском (привилегованом) диштрикту. Тада су створени услови за насељевање, односно почело се са исушивањем мочвара које су га окруживале. Ипак опет није насељено због немира током 1848. и 1849. године. Почетком 20. века је опет покушано насељавање. Али није реализовано услед 1. Светског рата. Након рата је коначно насељено Српским становништвом. Становници су углавном долазили из Шумадије. Највероватније породице које су остале без домова су се овде населиле због јако ниских цена плацева. Ипак место је средином 30-их година 20. века имало свега неколико кућа. Није имало школу, цркву нити друге објекте. Због тога се село ослањало на суседно Драгутиново. Након 2. Светског рата Драгутиново нестаје као самостално насеље, јер се 1946. године уједињује са Беодром. То уједињено мето је обухватило и Умчић (односно како су га тада звали Ново Место). Новонастало насеље је добило име Ново Милошево. Умчић је пар пута затражио месну заједницу, али је због малог броја становника било стално одбијано. Зато је данас део Новог Милошева.